# 1972 chez Disney
L'année 1972 au sein de la société Walt Disney Productions est marquée par le succès du parc Walt Disney World qui offre au studio l'année la plus rentable doublant les recettes de 1966.

## Résumé
Malgré le faible succès au box-office de L'Apprentie sorcière (1971), l'année 1972 est un record pour Walt Disney Productions. L'entreprise fait 250 millions d'USD de chiffres d'affaires pour l'année 1972 avec 27 millions d'USD de bénéfices, soit le double de l'année 1966. La majorité des recettes provient de Walt Disney World.
Durant l'année, Sears sponsorise une campagne intitulée « Vote for Pooh in '72 » (Voté pour l'ourson en 72) alors que se déroule l'élection présidentielle américaine de 1972. L'entreprise avait fait une campagne similaire en 1968 pour l'élection présidentielle américaine de 1968. Pour Mark Arnold, cette participation est rétrospectivement appropriée en raison de la proposition de réélection de Richard Nixon, ancien ami de Walt Disney.  Toutefois les actions de Nixon en vue d'être réélu et le scandale du Watergate ayant mené à sa démission en 1974  n'auraient pas été du goût de Walt. En 1972, il jouit d'une notoriété importante avec un taux écrasant en sa faveur mais un « glissement de terrain » s'amorce et Arnold s'exclame « Pooh Indeed » (Caca en effet), un jeu de mots avec le nom de Winnie l'ourson, Winnie the Pooh.
Stephen Horn organise la première édition de ce qui deviendra le Disneyana Collectors Club.

### Productions audiovisuelles
Dans le domaine des films d'animation, le studio est à l'arrêt mais les autres studios en profitent ave des films comme Snoopy, Come Home utilisant des chansons des Frères Sherman ou Fritz le chat, premier long métrage d'animation à recevoir un classement X aux États-Unis. Plusieurs longs métrages ressortent au cinéma dont Dumbo (1941), Les Mésaventures de Merlin Jones (1964), Merlin l'Enchanteur (1963) et Les Robinsons des mers du Sud (1960). Malgré une annonce contraire en 1969, le studio ressort aussi Mélodie du Sud (1946), en même temps que Du vent dans les voiles (1970). La sortie se fait sans aucune protestation et ressortira encore deux fois au cinéma.
Le studio réalise toutefois trois moyens métrages : 
- The Silver Fox and Sam Davenport, un téléfilm de Walt Disney's Wonderful World of Color diffusé le 14 octobre 1962
- The Magic of Walt Disney World, un film promotionnel
- Superstar Goofy ou Sport Goofy dans les années 1980, une compilation des courts métrages sportifs de Comment...  de Dingo

Les productions télévisuelles pour The Wonderful World of Disney sont toujours aussi nombreuses avec une dizaine de téléfilms ainsi que des diffusions des films L'Ordinateur en folie (1969) et The One and Only, Genuine, Original Family Band (1969). Julie Andrews participe çà une émission spéciale d'une heure en son honneur sobrement intitulé The Julie Andrews Hour.
L'émission The Mouse Factory débute à la télévision et présente des extraits des dessins animés du studio et des vedettes comme Kurt Russell, Wally Cox ou Annette Funicello. La réalisation de la série est sous la responsabilité de l'animateur Ward Kimball. C'est la première émission de télévision régulière de Disney en dehors du Monde merveilleux de Disney depuis le Mickey Mouse Club (1955-1959) et Zorro (1957-1961). Mark Arnold souhaite que Leonard Maltin inclut cette production dans sa collection d'anthologies Walt Disney Treasures.

### Parcs à thèmes et loisirs
À Disneyland, la zone Bear Country ouvre ses portes le 24 mars 1972 avec l'attraction Country Bear Jamboree initialement prévue pour le Disney's Mineral King Ski Resort. Le projet de station de ski est quant à lui au point mort. La Main Street Electrical Parade fait sa première représentation le 17 juin 1972.
À Walt Disney World, l'attraction If You Had Wings ouvre le 5 juin 1972 au Magic Kingdom. L'auteur et animateur radio Lowell Thomas célèbre ses 80 ans dans le parc.

### Autres médias
Gold Key Comics poursuit ses publications de comics et publie une édition unique pour La Belle et le Clochard.
Fawcett Publications lance la publication d'un magazine hebdomadaire nommé Disneyland au format tabloïd, le premier numéro paraît le 15 février 1972.
Malgré l'absence de polémique autour de la ressortie du film Mélodie du Sud (1946), le comic strip Uncle Remus Sunday Color Page qui était publié depuis le 14 octobre 1945 s'arrête le 31 décembre 1972,.
Publications Gold Key Comics
- Donald Duck
- Mickey Mouse
- Uncle Scrooge
- Walt Disney's Comics and Stories
- The Beagle Boys
- Huey, Duey, Louie Junior Woodchunks
- Chip'n Dale
- Super Goof
- Moby Duck
- Scamp
- Walt Disney Comics Digest
- Walt Disney Showcase
- The Aristokittens
- O'Malley and the Alley Cats

### Future filiales
Début janvier, Elton Rule prend la direction American Broadcasting Company après que Leonard Goldenson ait eu une crise cardiaque. À la suite d'une nouvelle réglementation de la FCC sur la production et la syndication des émissions de télévision, ABC Films est scindé en deux sociétés indépendantes Worldvision Enterprises pour la syndication et ABC Circle Films pour la production,.

## Événements

### Janvier
- 17 janvier 1972, Elton Rule est nommé président et COO d'American Broadcasting Company quelques mois après que Leonard Goldenson ait eu une crise cardiaque[6].
- 26 janvier 1972, premier épisode de l'émission The Mouse Factory en syndication[10]

### Février
- 15 février 1972, le premier numéro du magazine Disneyland est publié par Fawcett Publications[3].

### Mars
- 22 mars 1972, Sortie du film Les Aventures de Pot-au-Feu[3],[11].
- 24 mars 1972, Ouverture de l'attraction Country Bear Jamboree et du land Bear Country à Disneyland[1]

### Juin
- 5 juin 1972, Ouverture de l'attraction If You Had Wings au Magic Kingdom commanditée par Eastern Air Lines[1]
- 17 juin 1972, Première représentation de la Main Street Electrical Parade[1]

### Juillet
- 5 juillet 1972, Sortie du film Napoléon et Samantha aux États-Unis[12],[13].
- 12 juillet 1972, Sortie du film Pas vu, pas pris au Canada[14]
- 12 juillet 1972, Sortie du film Pas vu, pas pris aux États-Unis[14],[15].

### Octobre
- 18 octobre 1972, Sortie du film de docu-fiction animalier Cours, couguar, cours[16],[17].

### Novembre
- 9 novembre 1972, inauguration d'un nouveau centre de congrès au Disneyland Hotel[18]
- 29 novembre 1972, Décès de Carl W. Stalling, compositeur[19]

### Décembre
- 13 décembre 1972, Sortie nationale du film L'Apprentie sorcière en France
- 20 décembre 1972, Sortie du film 3 Étoiles, 36 Chandelles[20],[21].
- 31 décembre 1972, arrêt du comic strip Uncle Remus Sunday Color Page qui était publié depuis le 14 octobre 1945[4],[5]